# Jan Borysewicz
Jan Józef Borysewicz (sinh ngày 17 tháng 4 năm 1955 tại Wrocław) là một ca sĩ, nhạc sĩ, nhà soạn nhạc và nghệ sĩ guitar người Ba Lan. Ông là thành viên đồng sáng lập và cũng là tay guitar chính của ban nhạc rock Lady Pank (thành lập năm 1982).
Ngoài ban nhạc Lady Pank, ông cũng hợp tác với các nghệ sĩ và ban nhạc Ba Lan khác, chẳng hạn như ca sĩ Izabela Trojanowska và ban nhạc rock Budka Suflera. Album đầu tay Królowa ciszy của Borysewicz được phát hành vào năm 1988.

## Đĩa nhạc

### Album phòng thu
| Tựa đề          | Chi tiết                                                                            | Xếp hạng |
| Tựa đề          | Chi tiết                                                                            | POL      |
| --------------- | ----------------------------------------------------------------------------------- | -------- |
| Królowa ciszy   | - Phát hành: 1988 - Hãng đĩa: PolJazz - Định dạng: CD, LP, CS, download             | —        |
| Wojna w mieście | - Phát hành: 1992 - Hãng đĩa: Bo Production - Định dạng: CD, CS, download           | —        |
| Moja wolność    | - Phát hành: 1995 - Hãng đĩa: Starling S.A. - Định dạng: CD, CS, download           | —        |
| Miya            | - Phát hành: 15-02-2010 - Hãng đĩa: Sony Music Entertainment Poland - Định dạng: CD | 26       |

### Album cộng tác
| Tựa đề                                | Chi tiết                                                                   | Xếp hạng | Doanh số       | Chứng chỉ       |
| Tựa đề                                | Chi tiết                                                                   | POL      | Doanh số       | Chứng chỉ       |
| ------------------------------------- | -------------------------------------------------------------------------- | -------- | -------------- | --------------- |
| Borysewicz & Kukiz (với Paweł Kukiz)  | - Phát hành:24-02-2003 - Hãng đĩa: BMG Poland - Định dạng: CD              | 1        | - POL: 35,000+ | - POL: Vàng     |
| Bal maturalny (với Rozbójnik Alibaba) | - Phát hành: 14-11-2014 - Hãng đĩa: Step Records - Định dạng: CD, download | 4        | - POL: 30,000+ | - POL: Bạch kim |